# کاوگاربو
کاوگاربو (به لاتین: Kawagarbo) یک منطقهٔ مسکونی در چین است که در یون‌نان واقع شده‌است. کاوگاربو ۶٬۷۴۰ متر بالاتر از سطح دریا واقع شده‌است.